# Horslunde
Horslunde ist eine dänische Kleinstadt mit 611 Einwohnern (1. Januar 2023) auf der Insel Lolland. Der Ort war der Verwaltungssitz der ehemaligen Ravnsborg Kommune.

## Geografie
Horslunde befindet sich im Nordwesten der Insel Lolland (Luftlinie) circa 10 km nordnordöstlich von Nakskov, 24 km nordwestlich von Maribo und 45 km westnordwestlich der Innenstadt von Nykøbing Falster. Der Ort ist der Sitz der Kirchspielgemeinde Horslunde Sogn und liegt in der seit 2007 bestehenden Lolland Kommune. Ungefähr 5 km nördlich von Horslunde erstreckt sich die Küste des Smålandsfarvandet.

## Geschichte
1231 wurde die Siedlung unter dem Namen Horsælund erstmals erwähnt.
Horslunde verfügte im Verlauf des späten 19. Jahrhunderts und mit Anfang des 20. Jahrhunderts über zunehmend grundlegende Infrastruktur. So gab es unter anderem mehrere Schulen, ein Missionshaus (errichtet 1889), ein Bahnhof (1915), ein Altersheim (1925), ein Sportplatz (1942), Bankfilialen, ein Gasthaus, eine Brauerei, ein Kino und eine Poststation. Im Jahre 1950 hatte das Dorf 523 Einwohner. Der größte Teil der Erwerbstätigen war in Handwerk und Industrie beschäftigt, gefolgt von Landwirtschaft als einer der Hauptbeschäftigungszweige.
1970 wurde das System der regionalen Verwaltungseinheiten in Dänemark reformiert und die Ravnsborg Kommune geschaffen. Horslunde wurde Verwaltungszentrum jener Gemeinde, bis diese Anfang 2007, mit einer weiteren Reform, in der neuen Lolland Kommune aufging.

## Kirche
Die Horslunde Kirke stammt ursprünglich aus der romanischen Epoche. Der Chor, das Kirchenschiff und die Apsis, wie auch das Taufbecken in der Kirche stammen aus dieser Zeit und bestehen aus Backsteinen. Der Kirchturm und das Waffenhaus stammen ursprünglich aus der gotischen Epoche. In das Waffenhaus sind zwei Grabsteine von 1631 und 1640 eingemauert. Im heutigen Zustand ist die Kirche mit weißer Kalkfarbe angestrichen und hat ein rotes Ziegeldach.

## Verkehr
Mit dem Eisenbahngesetz vom 27. Mai 1908 wurde der Bau einer Bahnstrecke von Nakskov nach Kragenæs beschlossen. Am 5. März 1915 wurde mit der Eröffnung jener Bahnstrecke der neugebaute Bahnhof in Horslunde eingeweiht. Am 31. März 1967 wurde der Betrieb der Bahnstrecke eingestellt und der Bahnhof wurde geschlossen.
Regelmäßige Busverbindungen bestehen nach Nakskov und Kragenæs. Der nächste internationale Flughafen befindet sich in Kopenhagen.

## Söhne und Töchter des Ortes
- Helge Christian Bronée (1922–1999), ehemaliger dänischer Fußballspieler

## Fotogalerie

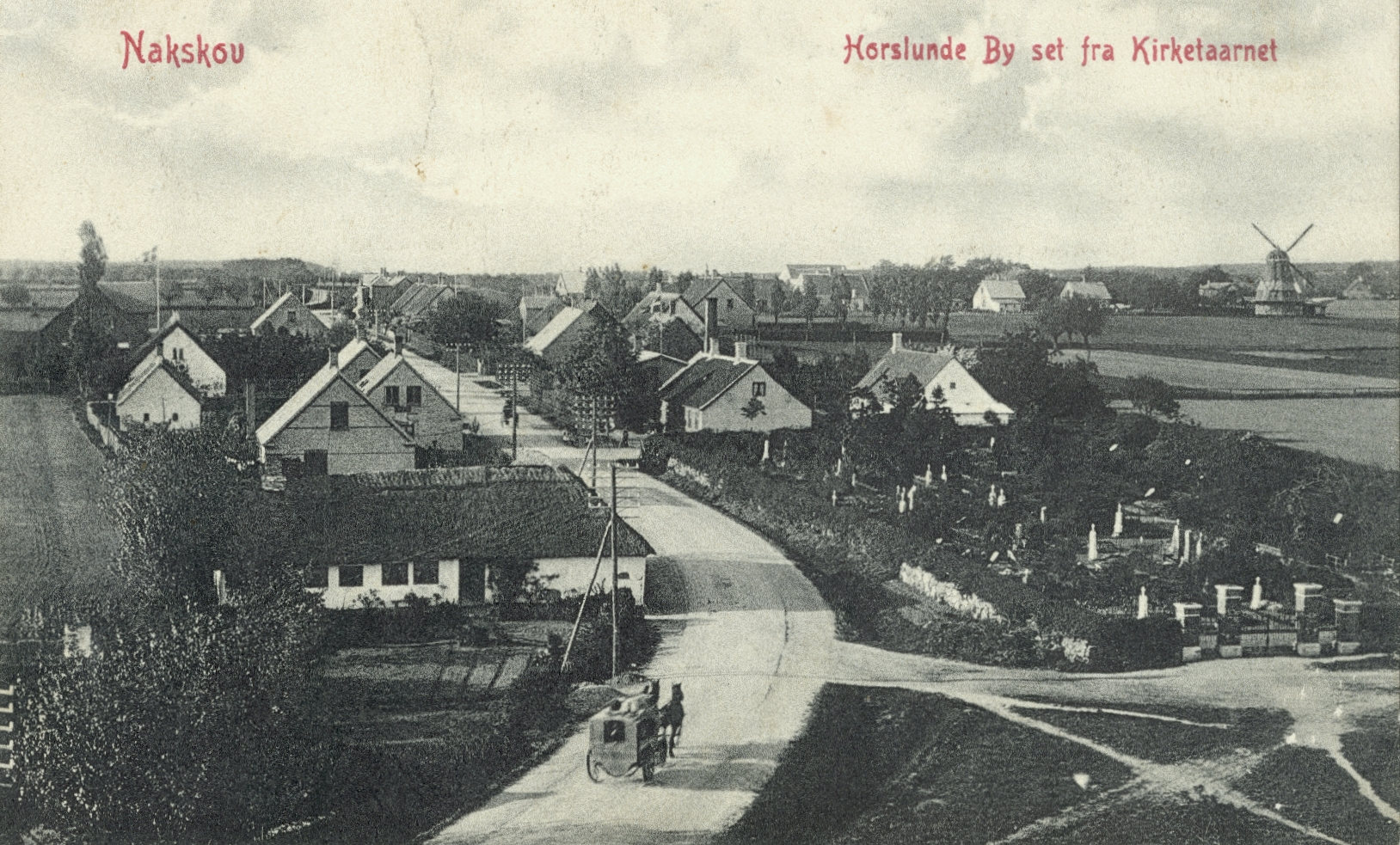
Postkartenansicht von Horslunde aus dem frühen 20. Jahrhundert
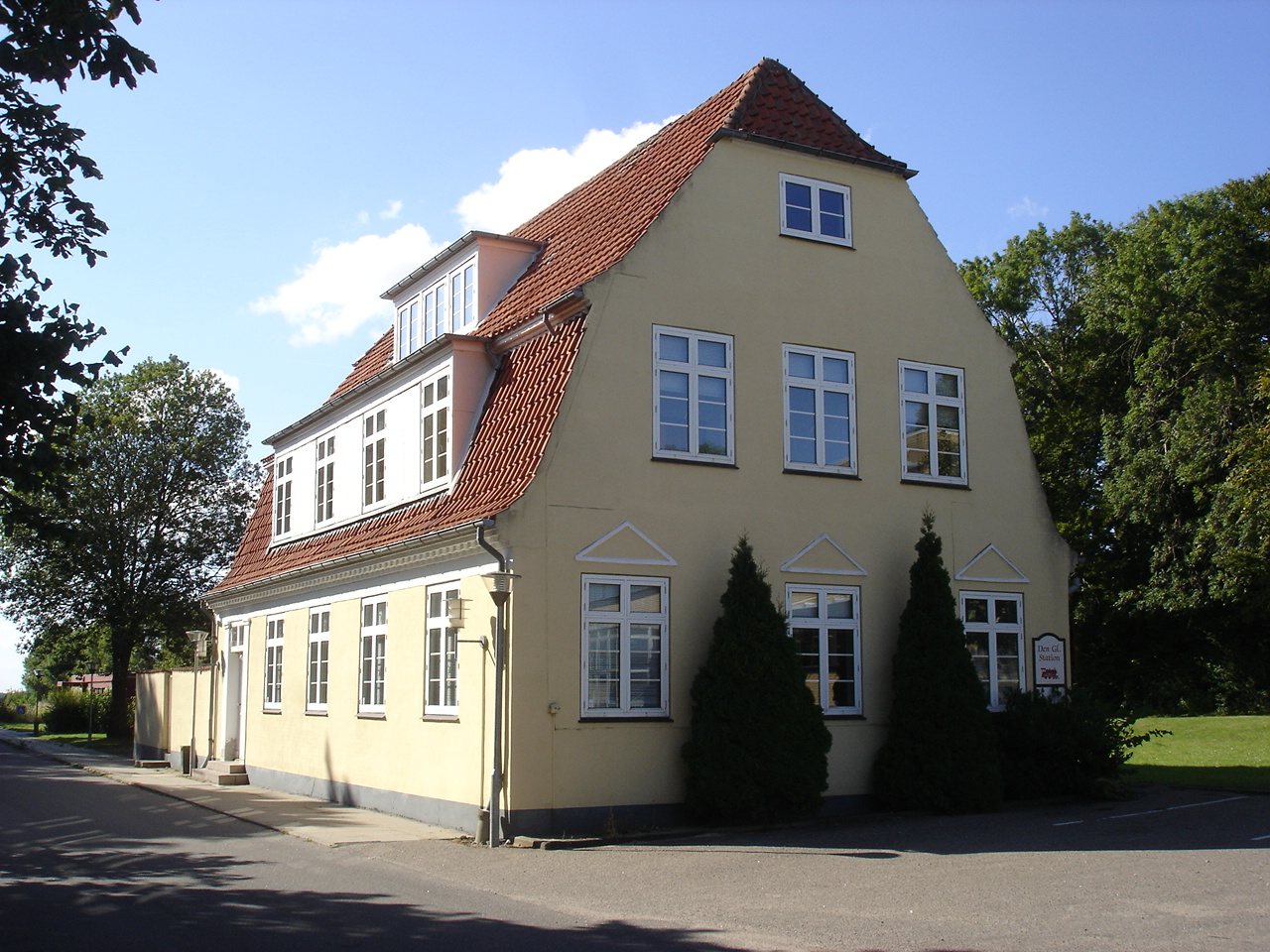
Ehemaliger Bahnhof des Ortes